# 世にも奇妙な物語 春の特別編 (2004年)
『世にも奇妙な物語 春の特別編』（よにもきみょうなものがたり はるのとくべつへん）は、2004年3月29日（月）21:00 - 22:48（JST）に放送されたオムニバスドラマ。世にも奇妙な物語シリーズ初のハイビジョン制作。

## 殺し屋ですのよ

### キャスト
- 殺し屋：観月ありさ
- 田中弘：大倉孝二
- バーテン：皆川猿時、日向丈
- 山下部長：佐渡稔
- 佐々木裕司：山崎潤
- 同僚：遠藤直哉、亀井彰夫
- 医師：矢柴俊博、村松保利
- 葬式の女：真下有紀、しのへけいこ
- 銀行員：金安潤子
- バーの男：三原康可

### スタッフ
- 原作：星新一「殺し屋ですのよ」（『ボッコちゃん』所収 / 新潮社）
- 脚本：小野沢美暁
- 演出：小林義則

## 自分カウンセラー

### キャスト
- 伊丹雅男：井ノ原快彦
- 研究員：陰山泰
- 父：猪又太一
- 母：高橋かずみ
- 妹：井科彩美
- 恋人：杉浦美帆
- 借金取り：町田政則、下山栄
- 友人：福田大輔、小川貴洋、小野田学、森本康弘
- 研究員助手：白川比咲子

### スタッフ
- 原作：渡辺浩弐「自分カウンセラー」（『2999年のゲーム・キッズ完全版DX』所収 / 講談社）
- 脚本：岡本貴也
- 演出：木下高男

## Be Silent

### ストーリー
売れっ子作曲家の片岡亮（渡部）は新曲の製作に取り掛かろうと、妻と二人で都会の喧騒から離れた海辺の別荘に缶詰になる。
しかし、たまたまその付近が工事中で工事の音が日中響き渡る。
「集中できない」とクレームをつけると、どうやら工事完了直前だったらしく、すぐに音が納まり、曲作りを一階の客間で開始する。
しかし今度は、外の波の打ち付ける音が気になり始める。

### 同じモチーフのエピソード
「何でも聞こえてしまう作曲家」「心臓の脈音が気になり命を絶つという結末」という物語自体は、以前「聞こえる」（石黒賢主演）という物語で展開されており、「Be Silent」は「聞こえる」のリメイクとも言える。

### キャスト
- 片岡亮：渡部篤郎
- 片岡香奈子：七瀬なつみ
- 浅野：山田明郷
- 役員：戸沢佑介
- スタジオスタッフ：渡辺健
- 音響研究所係員：首藤健祐

### スタッフ
- 脚本：李政姫
- 演出：土方政人

## 誘い水（さそいみず）

### ストーリー
水好守男はミネラルウォーター「誘い水」を愛飲している。会員制の通信販売で誰でも会員になれるわけではない。
守男は誘い水以外の水を飲めなくなってしまう。手元にある水を飲みきってしまった守男は販売元の会社に誘い水を注文するが、いつまでたっても届かない。さらに販売元の会社の住所を訪ねるが、その会社は存在しなかった。とうとう守男は水の源泉である鬼神泉を訪れる。水を求めてやってきたライバルを殺害してまで、鬼神泉へたどりつく。すると守男は鬼神泉に飲み込まれてしまう。鬼神泉は誘い水の魔力に引き込まれた人々を食べてしまう鬼の口の部分であった。

### キャスト
- 水好守男：原田泰造（ネプチューン）…本編の主人公
- タジマ：柏原収史…主人公が勤める会社の後輩
- クミ：上野なつひ…主人公が勤める会社の新人
- 男：遠山俊也…「誘い水」の愛飲者
- 迷彩服の男：菊池均也…「誘い水」の愛飲者
- キャバクラ嬢：丸居沙矢香、山乃はるか
- 警官：加藤啓

### スタッフ
- 脚本：しらゆき徹
- 演出：都築淳一

## サイゴノヒトトキ

### キャスト
- 鈴木弥生：永作博美
- 刑事：塩見三省
- 運転手：朝倉伸二
- 乗用車の男：小林隆
- 祖母：大方斐紗子
- 車椅子の少年：須賀健太
- 中年夫：志賀廣太郎
- 中年妻：宮田早苗
- セールスマン：櫻庭博道
- ヤンキー：石井洋輔

### スタッフ
- 脚本：高山直也、山浦雅大
- 演出：鈴木雅之